# Władysława i Stanisław Krysiewiczowie
Władysława i Stanisław Krysiewiczowie (zm. 10 września 1943 w Tykocinie) – malżeństwo, Polacy zamordowani za pomoc niesioną Żydom przez okupantów niemieckich we wsi Waniewo pod Białymstokiem, Sprawiedliwi wśród Narodów Świata.

## Życiorys
Władysława i Stanisław Krysiewiczowiemieli dzieci: Alicję, Irenę, Krystynę, Teresę oraz Henryka. Prowadzili gospodarstwo w Waniewie pod Białymstokiem. Mimo trudnych warunków, rodzina w listopadzie 1942 przyjęła ośmioro Żydów – uciekinierów z getta w Sokołach. Ukryto ich w schronie pod stodołą.
W nocy z 7 na 8 września 1943 dom Krysiewiczów został otoczony przez niemieckich żandarmów. Stanisław, mimo tortur, nie zdradził kryjówki. Żydzi zaczęli uciekać, kiedy Niemcy podpalili zabudowania. Zostali wówczas zastrzeleni. Nieprzytomnego Stanisława dobito strzałem w głowę. Władysławę przewieziono do tykocińskiego aresztu,  gdzie po trzech dniach została rozstrzelana; dzieci pozwolono przyjąć pod opiekę sąsiadów. Przeżyły wojnę, lecz zostały rozdzielone i odnalazły się dopiero po latach.
W 1993 Instytut Jad Waszem uhonorował małżeństwo Krysiewiczów tytułem Sprawiedliwych wśród Narodów Świata. 6 października 2019 zostali upamiętnieni tablicą pamiątkową w ramach projektu „Zawołani po imieniu” Instytutu Pileckiego. Na uroczystości w Waniewie obecni byli, między innymi, dwójka najmłodszych dzieci Krysiewiczów: Teresa Grochowska i Henryk Wołoszynowicz, oraz przedstawiciele władz państwowych: Barbara Fedyszak-Radziejowska, doradca Prezydenta RP, Dariusz Piontkowski, Minister Edukacji Narodowej oraz Magdalena Gawin, wiceminister kultury i dziedzictwa narodowego.